# Ferdinand Emmerich

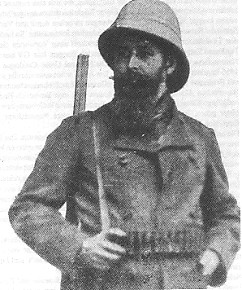
Ferdinand Emmerich

Ferdinand Emmerich, auch Ferdinand Emmerich-Hoegen (* 8. Juli 1858 in Viersen-Hamm; † 2. August 1930 in Pasing) war ein deutscher Forscher, Abenteurer und Reiseschriftsteller.

## Leben
Seine Kindheit und Jugend verbrachte Emmerich in Hamm. In seinem Elternhaus verkehrte der Völkerkundler Adolf Bastian, durch den er seine ersten Eindrücke von fernen Ländern erhielt. Weitere Anregungen erhielt er durch den Schriftsteller Friedrich Gerstäcker, mit dem er bereits als Knabe im Briefwechsel stand.
Sein Studium brach er zunächst ab und reiste als Schiffsjunge nach China, von wo aus er die Inselwelt der Südsee kennenlernte. Er hatte 1886 in Palermo ein Medizinstudium abgeschlossen. In den folgenden Jahren war er als Weltreisender unterwegs. Wohl im Auftrag wissenschaftlicher Institutionen bereiste er Südamerika, Mexiko, Nordamerika, Java, Borneo, China, Tibet und Ceylon. Er nahm am Burenkrieg teil und hoffte von Burma aus in das noch unerforschte Südtibet vorzudringen, was aber durch den Ausbruch des Weltkrieges verhindert wurde.
So kehrte er 1915 nach Deutschland zurück und begann dann mit der schriftstellerischen Auswertung seiner Reisen. Nach einigen kürzeren Artikeln publizierte er seit 1918 in Buchform. Er verfasste überwiegend Jugendromane im Stil von Expeditions- und Abenteuerberichten. Zwischen 1923 und 1925 erschien eine zwölfbändige Reihe Weltreisen und Forscher-Abenteuer. Der Wahrheitsgehalt seiner Werke ist umstritten.

## Werke (Auswahl)
- Leitfaden für Auswanderer
- Auf Schleichwegen nach Tibet
- Auf den Antillen
- Das Rätsel des Orinoko, Stuttgart: G. Weise 1929
- Der Einsiedler von Guayana
- Der Walfischfänger Erlebnisse eines deutschen Seemanns
- Durch die Pampas von Argentinien
- Hüter der Wildnis
- Im Gran Chaco von Paraguay
- Im Herzen Brasiliens
- Im Reiche des Sonnengottes
- In mexikanischen Urwäldern
- Jenseits des Äquators
- Kopfjäger auf Borneo Reisebericht
- Kulis Tiger Krokodile
- Neuseeland Weltreisen und Forscherabenteuer
- Quer durch Hawai
- Streifzüge durch Celebes
- Unter den Urvölkern von Südbrasilien
- Unter den Wilden der Südsee
- Weltreisen und Forscher-Abenteuer (6 Bände: 1. Band Unter den Wilden der Südsee, 2. Band In mexikanischen Urwäldern, 3. Band Im Reiche des Sonnengottes, 4. Band Jenseits des Äquators, 5. Band Streifzüge durch Celebes, 6. Band Quer durch Hawaii)